# Raatosaari (ö i Päijänne-Tavastland, Lahtis, lat 61,23, long 26,14)
Raatosaari är en ö i Finland. Den ligger i sjön Konnivesi och i kommunen Heinola i den ekonomiska regionen  Lahtis ekonomiska region  och landskapet Päijänne-Tavastland, i den södra delen av landet, 130 km nordost om huvudstaden Helsingfors. Öns area är 1,1 hektar och dess största längd är 190 meter i öst-västlig riktning.